# Energetica (museum)
Publiekscentrum Energetica was een museum voor energietechniek. Het museum opende in 1999 zijn deuren in de voormalige Amsterdamse elektriciteitscentrale uit 1903. Het museum belichtte zowel de energieproductie als het gebruik van gas en elektriciteit. Per 20 november 2007 moest het museum zijn deuren sluiten omdat de financiering niet langer gewaarborgd was. In 2008 werd de collectie overgenomen door NEMO.

## Het gebouw

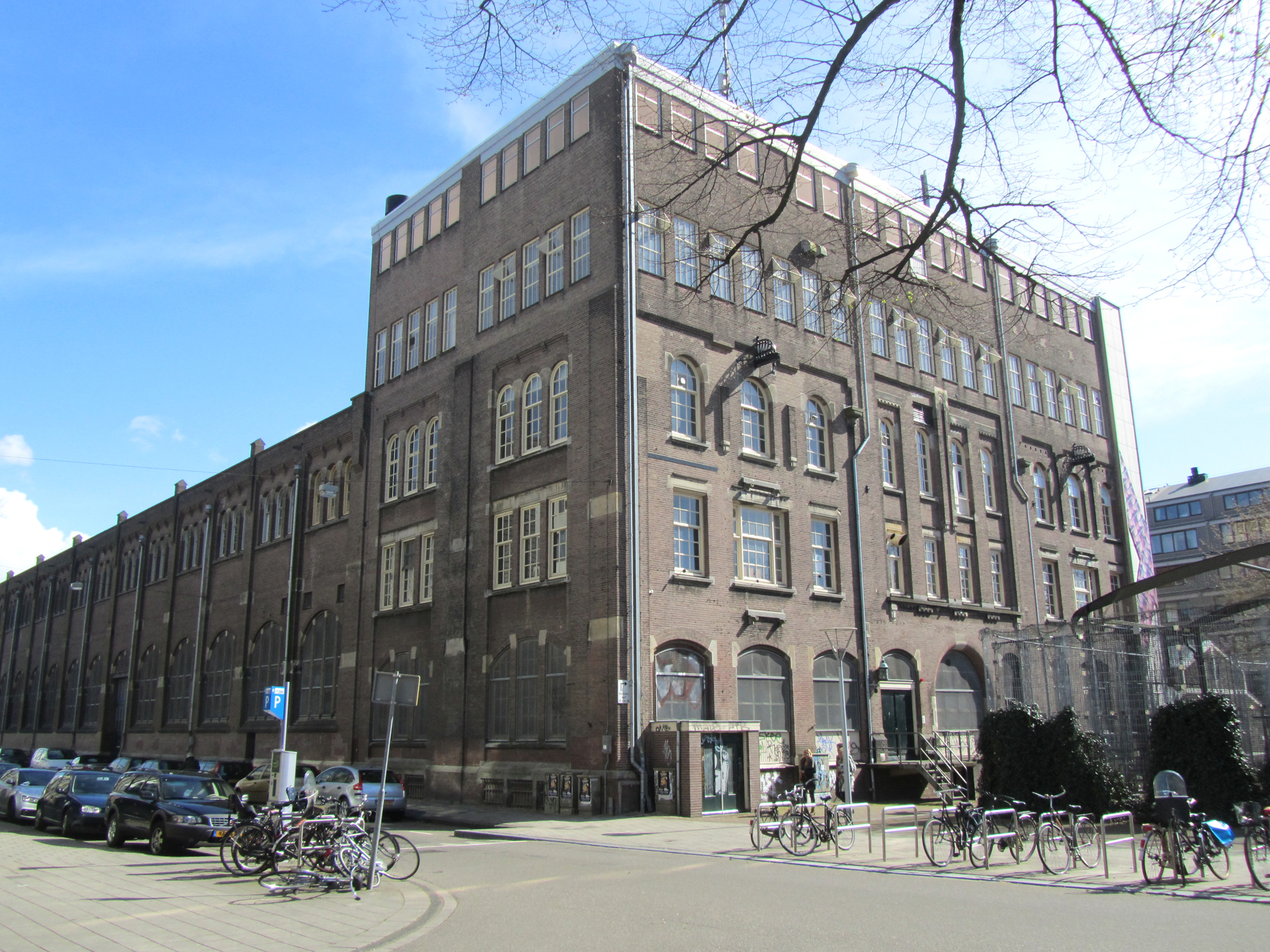
Voormalige elektriciteitscentrale, Hoogte Kadijk 400

De linkerhelft van het gebouw aan de Hoogte Kadijk is gebouwd in 1903 naar ontwerp van de Dienst der Publieke Werken. Het is een van de eerste elektriciteitscentrales van Amsterdam. Via het Oostelijk Havengebied voerden schepen de kolen aan waarmee de centrale werd gestookt. Sinds de jaren 1950 is er een 150 kilovolt-hoogspanningsonderstation in ondergebracht dat zestig procent van de Amsterdamse binnenstad van stroom voorziet. Toen bleek dat er sprake was van een snelle toename van de vraag naar elektriciteit werd er in 1908 een identiek gedeelte bijgebouwd. In deze rechterhelft was Energetica gevestigd. Het gebouw is sinds 2002 een erkend rijksmonument als deel van het industrieel erfgoed van Nederland.

## De collectie
De collectie van Energetica omvatte zowel grote artefacten zoals elektrische transformatoren, generatoren, motoren en liften, als ook kleinere huishoudelijke apparatuur zoals verschillende soorten wasmachines, koelkasten, radio's, televisies, videorecorders, gastoestellen en lampen.

## Bezoekers
Energetica trok 10.000 bezoekers per jaar. Het streefde naar een hoger bezoekersaantal door het pand en de presentatie van de collectie te moderniseren door het te transformeren van een 'open collectie' naar een zogenaamd 'hands-on'-museum.